# Interruzione di gravidanza in India
L'aborto in India è legale in determinate circostanze. La legge indiana consente l'aborto, se il proseguimento della gravidanza comporta un rischio per la vita della donna incinta o gravi danni alla sua salute fisica o mentale. L'aborto veniva praticato in precedenza da molti. Poiché era illegale, veniva praticato in modo clandestino. L'approvazione della legge ha reso legale l'interruzione medica della gravidanza, con determinate condizioni per salvaguardare la salute della madre.
Le donne possono abortire prima che le 24 settimane di gravidanza siano complete. Il Medical Termination of Pregnancy Act (1971) rende legale l'aborto.
Il Medical Termination of Pregnancy Act è stato istituito nel 1971 per "provvedere all'interruzione di alcune gravidanze da parte di medici professionisti registrati e per questioni ad essa connesse o accessorie", secondo il Ministero della salute e del benessere familiare. La legge MTP garantisce anche la riservatezza alla persona che sta per interrompere la gravidanza. Secondo la legge, i dati della donna la cui gravidanza è stata interrotta a una persona autorizzata dalla legge, e qualsiasi violazione di questa può essere punita dalla legge.
La legge definisce le condizioni, il periodo e le regole che circondano l'aborto. L'atto rende legale l'aborto in condizioni specifiche. In casi eccezionali, un tribunale può autorizzare l'aborto anche dopo la ventesima settimana di gestazione.
La legge opera una distinzione fra aborto indotto e aborto spontaneo. Fino al 2017, esisteva una netta separazione fra aborto sicuro e non sicuro. L'aborto non sicuro era definito dall'OMS come "una procedura per l'interruzione di una gravidanza eseguita da un individuo privo della formazione necessaria ovvero in un ambiente non conforme agli standard medici minimi". Alla luce del progresso tecnologico, tale definizione è stata sostituita da una più sfumata classificazione su una scala di tre livelli, caratterizzata dall'impiego del misoprostol al di fuori del sistema sanitario formale al posto di altri metodi chirurgici più invasivi:
1. Aborto sicuro[6] : praticato dagli operatori sanitari e con i metodi raccomandati dall'OMS.
2. Livello 2 insicuro (Less-safe abortion)[6] : praticato da fornitori di servizi addestrati che utilizzano metodi non raccomandati, oppure eseguito in conformità ad un metodo sicuro (es. Misoprostol), ma senza informazioni adeguate o supporto da parte di un individuo addestrato:

- Livello 3 non sicuro (Least-safe abortion)[6] : praticato da un fornitore di servizi addestrato, usando metodi pericolosi e invasivi.

Nel 2000, l'Ipas Development Foundation ha introdotto per la prima volta in India l'espressione Comprehensive Abortion Care (CAC), un termine "radicato nella convinzione che le donne devono essere in grado di accedere a cure per l'aborto di alta qualità, a prezzi accessibili e nelle comunità in cui vivono e lavorano", comprendendo l'assistenza per l'intero periodo che dal concepimento alle terapia post-chirurgica, inclusa la gestione del dolore.

## Legislazione sull'aborto in India

### Prima del 1971 il Codice penale indiano del 1860
Fino alla riforma del 1971, l'aborto era un reato ai sensi della Sezione 312 del Codice penale indiano del 1860, che lo definiva come l'intenzionale "provocazione di un aborto spontaneo" (causing miscarriage). Salvo il caso di pericolo per la vita della donna, la gestante era punita  con sette anni di carcere e/o una sanzione pecuniaria, mentre chiunque avesse volontariamente causato un aborto era punibile con tre anni di reclusione e/o una multa.
Negli anni '60, si aprì anche in India un dibattito politico per una legge in materia di aborto indotto. All'epoca, 15 Paesi si erano dotati di una legislazione abortista, mentre i numeri dell'ente statistico nazionale attivarono il Ministero della salute e del benessere della famiglia (MoHFW) indiano. Nel 1964 il governo indiano istituì una commissione presieduta da Shantilal Shah, con l'incarico di elaborare una proposta di legge sull'aborto. Le raccomandazioni di questo comitato furono accolte sei anni più tardi e diedero origine al Medical Termination of Pregnancy Act, la legge sull'interruzione medica di gravidanza approvata dal Parlamento nell'agosto del 1971.
La Commissione Shah effettuò una revisione completa degli aspetti socioculturali, legali e medici dell'aborto. Nel 1966, fu presentata una prima relazione che raccomandava di legalizzare l'aborto al fine di prevenire il rischio di morte delle donne per motivi sia compassionevoli che medici. 

Secondo il rapporto, in una popolazione di 500 milioni, il numero di aborti all'anno sarebbe stato pari a di 6,5 milioni, di cui 2,6 spontanei e altri 3,9 milioni indotti. Nel 2015, è stato stimato che in India si praticassero 15.6 milioni di aborti all'anno. Una parte significativa di questi non è sicura. L'aborto non sicuro è la terza causa di mortalità fra le donne-madri, che porta alla morte di 10 donne ogni giorno e all'insorgenza di migliaia di altre patologie.
Secondo le stime dell'ultimo studio su larga scala condotto sugli aborti indotti nel 2002 in India, gli aborti praticati ogni anno sarebbero 6.4 milioni. 

## The Medical Termination of Pregnancy Actdel 1971
Il Medical Termination of Pregnancy (MTP) Act del 1971 fornisce il quadro giuridico per rendere disponibili i servizi CAC in India. La legge MTP prevede che l'aborto sia un diritto esclusivo della donna, per il quale è necessario e sufficiente il solo consenso della gestante, con l'esclusione di diritti e interessi da parte di soggetti terzi come il partner/marito o le famiglie di entrambi.

Nel caso di una gestante minorenne o classificata come affetta da malattie mentali, è richiesto il consenso del tutore legale. La legge MTP definisce il tutore come qualcuno che ha la cura del minore e ciò implica che il consenso di entrambi i genitori possa non essere sufficiente.
L'interruzione della gravidanza è consentita per una vasta gamma di casa fino alla ventesima settimana di gestazione, come indicato di seguito:
- quando la prosecuzione della gravidanza è un rischio per la vita della gestante o può recare gravi lesioni alla sua salute psico-fisica;
- quando esiste un rischio sostanziale che il nascituro sia gravemente menomato a causa di anomalie fisiche o mentali;
- quando la gravidanza è causata da stupro, ricondotto alla fattispecie dell gravi lesioni alla salute mentale della donna;
- quando la gravidanza è causata da un difetto dei contraccettivi impiegati da una donna sposata o da suo marito (si presume costituisca una grave lesione alla salute mentale della donna).

La legge MTP specifica chi può interrompere una gravidanza, il termine temporale massimo e dove può essere interrotta una gravidanza. Le norme e i regolamenti MTP del 2003 descrivono i requisiti di formazione e di certificazione per i "fornitori di servizi abortivi" e le loro strutture, gli obblighi di documentazione e di segnalazione per l'interruzione sicura e legale della gravidanza.
Secondo la legge MTP, la gravidanza può essere interrotta solo da un medico registrato (RMP) che soddisfa i seguenti requisiti:
(i) possiede una qualifica medica riconosciuta ai sensi dell'Indian Medical Council Act (del 1956);
(ii) il nominativo è iscritto nel registro medico statale;
(iii) è specializzato in ginecologia e ostetricia mediante un'esperienza professionale o una formazione previste dall'MTP.
Tutti gli ospedali statali sono autorizzati a fornire servizi CAC. Invece, per le strutture del settore privato è necessaria l'approvazione del governo, che deve essere richiesta ad un comitato costituito a livello distrettuale chiamato Comitato di livello distrettuale (DLC), formato da 3-5 membri, secondo una modulistica standard. 
Il proprietario di un luogo privato può richiedere al dirigente sanitario distrettuale l'approvazione per la fornitura di servizi MTP.
Per gli aborti fino alla dodicesima settimana di gestazione, è richiesto il parere di un unico professionista medico registrato (RMP), mentre per le interruzioni tra le 12 e le 20 settimane è richiesto il parere di due RMP. Il regolamento attuativo dell'MTP del 2003 prevede l'obbligo di tenuta dei registri per almeno 5 anni e l'inoltro di una dichiarazione al dirigente medico distrettuale a cura del rappresentante dell'ospedale o del proprietario del luogo approvato per gli interventi abortivi.

## Emendamenti del 2002
Il Medical Termination of Pregnancy (MTP) Act 1971 è stato modificato nel 2002 per facilitare una migliore attuazione, ampliare il mercato al settore sanitario privato ed, infine, aumentare l'accesso delle donne all'aborto.
Le modifiche alla legge MTP del 2002 decentralizzarono a livello distrettuale l'iter autorizzativo che abilitava un generico luogo privato ad erogare "servizi di aborto", precedentemente limitati ad una struttura ospedaliera pubblica o privata. Ciò incrementa, fra l'altro, la capillare rete territoriale di centri sanitari al servizio delle gestanti.

Contestualmente, la legge ha sostituito la parola lunatic (lunatico, pazzo) con l'espressione parole mentally ill person ("persona malata di mente"). Questo cambiamento fu introdotto per enfatizzare il fatto che "persona malata di mente" indica una persona che ha bisogno di cure in conseguenza di un qualsiasi disturbo mentale diverso dal ritardo mentale.
La legge del 2002 prevedeva sanzioni più severe per gli aborti medici condotti in siti non approvati o da fornitori medici non addestrati a norma di legge.

## Emendamenti del 2003
Nel 2003, sono stati introdotte le seguenti modifiche alla legislazione vigente:
- Composizione e mandato del comitato di livello distrettuale: almeno un membro del comitato deve essere donna e almeno un membro essere un ginecologo / chirurgo / anestesista, mentre i rimanenti devono appartenere alla professione medica locale, alle organizzazioni non governative e Panchayati Raj distrettuale:
- luogo dichiarato idoneo a fornire servizi di interruzione medica delle gravidanza: le Regole MTP del 2003 forniscono linee guida specifiche relative ad attrezzature, strutture, farmaci e collegamenti di riferimento a strutture di livello superiore necessarie per fornire CAC di qualità e servizi post-aborto;
- ispezione dei luoghi privati: il Chief Medical Officer (CMO) ha diritto di effettuare sopralluoghi tutte le volte che può essere necessario al fine di verificare se l'interruzione delle gravidanze viene effettuata in presenza di condizioni igienico-sanitarie sicure;
- annullamento o sospensione di un certificato di approvazione per un luogo privato: l'OCM del Distretto deve presentare una relazione al Comitato, fornendo i dettagli della carenza o dei difetti riscontrati sul posto. Dopo aver udito il proprietario o un suo rappresentante, il comitato può sospendere o revocare l'autorizzazione al locale.

## Proposte di modifica al 2014
A seguito di una fase di ampia consultazione pubblica conclusasi nel 2013, il Parlamento di Nuova Delhi ha iniziato ad esaminare alcune importanti proposte di modifica:
- aborto oltre le 20 settimane in caso di gravi malformazioni fetali;
- aborto fino alla 24ª settimana per le categoria di donne definite "vulnerabili": vittime di stupro e incesto, donne single (non sposate / divorziate / vedove) assimilate alle donne con disabilità;
- estendere la causale dell'insufficienza contraccettiva alle donne non sposate: secondo le disposizioni della legge MTP, l'insufficienza contraccettiva, vale a dire la comparsa di difetti in fase di produzione-trasporto-distribuzione che renderebbero il contraccettivo inefficace ancor prima dell'acquisto da parte dei partner, è l'unica condizione che si applica alle sole donne sposate.[non chiaro]La proposta di modifica prevede l'estensione dell'insufficienza contraccettiva come giustificato motivo soggettivo di aborto a favore di tutte le donne e dei loro partner, similmente a quanto già previsto per tutte le altre possibili cause di interruzione di gravidanza che non operano distinzioni fra donne sposate e non sposate.
- aumentare gli operatori disponibili autorizzando a praticare l'aborto anche gli infermieri con una laurea di tre anni e mezzo che siano registrati in una sezione specifica del Consiglio infermieristico dell'India, le ostetriche delle infermiere ausiliarie (ANM) ovvero i laureati in ayurveda, siddha, unani od omeopatia;
- limitare le casistiche per le quali è necessario il parere favorevole di due medici (RMP), in coerenza con le policy adottate dall'OMS nel 2012[20] che vietano agli operatori del settore sanitari l'adozione di regolamenti che impongano il requisito di un parere medico favorevole all'aborto, laddove quest'obbligo non sia già espressamente previsto dalla legislazione nazionale vigente e dai relativi atti regolatori. Il parere necessario dei due medici fu introdotto in un periodo nel quale l'unica tecnica disponibile era una pratica invasiva come quella della Dilatazione e raschiamento della cavità uterina (dilatazione e curettage, D&C), laddove nei decenni seguenti sono apparsi metodi come:
  - il misoprostol
  - l'aspirazione manuale a vuoto (MVA)[21];
  - l'aspirazione elettrica a vuoto (EVA)[22];
  - l'interruzione farmacologica (Medical Methods of Abortion, MMA)[23], autorizzato dall'autorità Drug Controller General of India e considerato un metodo CAC a livello globale.[senza fonte]

Tali metodi renderebbero l'aborto un intervento più semplice e sicuro, quasi praticabile a livello ambulatoriale, anche rispetto alla fase post-abortiva, superando la necessità del parere preventivo di due medici.
Quest'ultima proposta è funzionale ad estendere la platea di attori autorizzati a praticare l'aborto anche al personale paramedico o a lauree non scientifiche.

Per altro verso, chi identifica il nascituro come persona e forma della vita umana -a prescindere dalla modalità del tutto differente con la quale si interrompe uno stato di gravidanza piuttosto che uno stato di coma irreversibile- assimila il requisito indiano del parere favorevole di due medici specialisti alla disciplina italiana,  che da 40 anni impone il requisito del parere favorevole di tre medici abilitati e praticanti la professione, ai fini dell'accertamento di morte cerebrale, anche adulta.